# Iron Chef
Iron Chef (料理の鉄人, Ryōri no Tetsujin, literally Ironmen of Cooking) is een Japans kookprogramma, dat van oktober 1993 tot september 1999 werd uitgezonden.
Centraal in het programma staat een kookwedstrijd tussen een gast en een van de vier vaste koks.
Het programma telt in totaal 302 afleveringen. Verder werden er tot 2002 nog enkele specials opgenomen. Er bestaan wereldwijd inmiddels meerdere edities van het programma, waaronder een Amerikaanse en een Australische.

## Opzet

### Presentatie en commentaar
De serie wordt gepresenteerd door Takeshi Kaga, die in de show bekendstaat als Chairman Kaga (鹿賀主宰, Kaga Shusai). De naam Iron Chef komt van de benaming van de vier vaste koks in het programma, die elk gespecialiseerd zijn in een bepaalde keuken (Chinees, Frans, Italiaans en Japans). De show heeft naast Kaga nog twee andere vaste commentators, die tevens in de jury zitten. Verder bestaat de jury uit een of meer gasten, vaak beroemdheden.

### Uitdaging
In elke aflevering komt een beroemde kok uit Japan of elders naar de studio, en daagt een van de Iron Chefs uit tot een kookwedstrijd. Oorspronkelijk kende het programma eerst een eliminatieronde waarin meerdere uitdagers het tegen elkaar op moesten nemen om te bepalen wie de Iron Chef mocht uitdagen, maar deze opzet bleek niet aan te slaan bij het grote publiek en werd daarom veranderd naar het concept van één uitdager per aflevering. Aan het begin van de wedstrijd wordt een centraal ingrediënt onthuld. Dit kan van alles zijn, maar is meestal iets exotisch of typisch Japans zoals paling of tofoe. Vervolgens hebben zowel de gastkok als de Iron Chef 1 uur de tijd om een volledige maaltijd van meestal drie tot vijf gangen te bereiden, waarbij het centrale ingrediënt in elke gang dient te worden verwerkt. Het record voor het meeste aantal gangen gemaakt in één aflevering is 8. De koks worden elk bijgestaan door twee assistenten, welke altijd studenten van de Hattori Nutrition College zijn.
Nadat het uur is verstreken, worden de gerechten van beide deelnemers beoordeeld door drie tot vijf juryleden en Takeshi Kaga zelf. De gerechten worden beoordeeld op smaak, presentatie, en originaliteit.

### Finale en specials
Voor de laatste aflevering van de serie namen de Iron Chefs het tegen elkaar op, waarna de winnaar de strijd aan mocht gaan met de Franse kok Alain Passard. Hiroyuki Sakai versloeg zijn mede-Iron Chefs en versloeg in de finale Passard.
In 2000 werden twee reüniespecials geproduceerd. De eerste was The Millennium Special; en de tweede de New York Special, die plaatsvond in Webster Hall in New York. In 2001 en 2002 volgden nog twee reüniespecials.

## De Iron Chefs
De volgende koks hebben in de loop van het programma als Iron Chefs gediend:
| Iron Chef                                            | Specialiteit         | Gewonnen uitdagingen | Verloren uitdagingen | Gelijkspel | Totaal | Win % |
| ---------------------------------------------------- | -------------------- | -------------------- | -------------------- | ---------- | ------ | ----- |
| Chen Kenichi (陳 建一, Chin Ken'ichi)                | Chinese keuken       | 67                   | 22                   | 3          | 92     | 75.3% |
| Yutaka Ishinabe (石鍋 裕, Ishinabe Yutaka)           | Franse keuken (I)    | 7                    | 1                    | 0          | 8      | 87.5% |
| Hiroyuki Sakai (坂井 宏行, Sakai Hiroyuki)           | Franse keuken (II)   | 70                   | 15                   | 1          | 86     | 82.4% |
| Masahiko Kobe (神戸 勝彦, Kobe Masahiko)             | Italiaanse keuken    | 15                   | 7                    | 1          | 23     | 68.2% |
| Rokusaburo Michiba (道場 六三郎, Michiba Rokusaburō) | Japanse keuken (I)   | 32                   | 5                    | 1          | 38     | 86.5% |
| Koumei Nakamura (中村 孝明, Nakamura Kōmei)          | Japanse keuken (II)  | 24                   | 11                   | 1          | 36     | 68.6% |
| Masaharu Morimoto (森本 正治, Morimoto Masaharu)     | Japanse keuken (III) | 16                   | 7                    | 1          | 24     | 69.6% |

## Kosten
Vanwege het uitgebreide decor voor de show, "Kitchen Stadium" (キッチンスタジアム, Kitchin Sutajiamu), de soms erg dure ingrediënten, en Kaga’s kostuums, had de show een veel groter budget nodig dan menig ander kookprogramma. In de loop van de show werden onder andere 893 porties ganzenlever, 54 brasems, 827 garnalen, 964 matsutake paddenstoelen, 4593 eieren, 1489 truffels, 4651gram kaviaar en 84 stukken haaienvin gebruikt; samen goed voor ¥843 354 407 Een van de duurste uitdagingen was die waarin het centrale ingrediënt zwaluwnestjes was.

## Uitzendingen buiten Japan
De serie werd in de Verenigde Staten en Canada in nagesynchroniseerde vorm uitgezonden op Food Network. In Australië is de serie te zien op SBS TV. In Finland wordt de serie uitgezonden op SubTV. In het Verenigd Koninkrijk wordt de serie uitgezonden op Challenge TV.

## Internationale versies
- Iron Chef USA: een Amerikaanse variant, die niet verder kwam dan twee  pilotafleveringen
- Iron Chef America, een tweede Amerikaanse variant, die sinds januari 2005 wordt uitgezonden.
- Krav Sakinim: een Israëlische variant.
- Iron Chef UK: een Britse variant, uitgezonden sinds 2010.
- Iron Chef Australia: Een Australische variant, uitgezonden sinds oktober 2010.